# Astacosia oblonga
Astacosia oblonga là một loài bướm đêm thuộc phân họ Arctiinae, họ Erebidae.